# カリスティの不動点定理
カリスティの不動点定理（カリスティのふどうてんていり、英: Caristi fixed-point theorem）あるいはカリスティ＝カークの不動点定理（Caristi-Kirk fixed-point theorem）と呼ばれる定理は、数学において、バナッハの不動点定理を完備距離空間からそれ自身への写像に対して一般化するものである。カリスティの不動点定理は、イヴァール・エクランド（1974,1979）の ε-変分原理を少し変えたものである。また、カリスティの定理の結論が距離完備性と同値であることは Weston (1977) によって示された。元々の結果は、数学者ジェームス・カリスティとウィリアム・アーサー・カークによるものである。

## 定理の内容
(X, d) を完備距離空間とする。T : X → X と f : X → [0, +∞) を X から非負の実数への下半連続函数とする。X 内のすべての点 x に対して、次が成り立つことを仮定する。
{\displaystyle d{\big (}x,T(x){\big )}\leq f(x)-f{\big (}T(x){\big )}.}
このとき T は X 内に不動点、すなわち T(x0) = x0 を満たす点 x0 を持つ。